# Götschetal
Götschetal là một đô thị ở huyện Saale, Saxony-Anhalt, nước Đức. Đô thị Götschetal có diện tích33,02 km².